# Friedrich Reinhold (Maler)
Friedrich "Fritz" Reinhold (* 28. Dezember 1814 in Wien; † 23. Juli 1881 in Ybbs an der Donau) war ein österreichischer Landschaftsmaler. 
Friedrich Reinhold war Sohn des Malers, Radierers und Lithographen Friedrich Philipp Reinhold (1779–1840), Bruder der Maler Franz Xaver Reinhold (1816–1893) und Karl Reinhold (1820–1887).
Friedrich Reinhold studierte 1830 bis 1839 an der Wiener Kunstakademie bei Thomas Ender (1793–1875) und Joseph Mössmer (1780–1845). Von 1834 bis 1843 begab er sich mit seinem Bruder Franz Xaver auf Studienreisen. Nach dem Studium beschäftigte er sich mit der Landschaftsmalerei im Stil der Werke seines Vaters. Ab 1848 wohnte er in Gmunden. Wegen schwerer Augenkrankheit verbrachte er seine letzten Lebensjahre im Versorgungshaus der Stadt Wien in Ybbs an der Donau.